# الطريق إلى الواقع (كتاب)
الطريق إلى الواقع: دليل كامل لقوانين الكون (بالإنجليزية:  The Road to Reality: A Complete Guide to the Laws of the Univers)‏ هو كتاب صدر سنة 2004 عن الفيزياء العصرية لمؤلفه البريطاني المتخصص بالفيزياء و الرياضيات، روجير بنروز. يغطي الكتاب أساسيات النموذج القياسي لفيزياء الجسيمات، ويناقش النسبية العامة وميكانيكا الكم، بالإضافة إلى التوحيد المحتمل لهاتين النظريتين.

## نظرة عامة
يناقش الكتاب العالم المادي. العديد من المجالات التي اعتقد علماء القرن التاسع عشر أنها منفصلة كالكهرباء والمغناطيسية، تتضح أنها جوانب من الخصائص الأساسية. تقدم بعض النصوص، سواء على المستوى الشعبي أو الجامعي، هذه المواضيع كمفاهيم منفصلة، ثم تكشف عن تركيبتها في وقت لاحق. يعكس الطريق إلى الواقع هذه العملية، حيث يشرح أولاً الرياضيات الأساسية للمكان والزمان، ثم يوضح كيف تتشكل الكهرومغناطيسية والظواهر الأخرى بشكل كامل. يتكون الكتاب من أكثر من 1100 صفحة، منها 383 صفحة مخصصة للرياضيات. هدف بنروز هو تعريف القراء الفضوليين بالأدوات الرياضية اللازمة لفهم ما تبقى من الكتاب بعمق. يبدأ بنروز بمناقشة الفيزياء في الصفحة 383 بدئا بموضوع الزمان والمكان، و من هناك ينتقل إلى مجالات في الزمكان، مستمدًا القوى الكهربائية والمغناطيسية الكلاسيكية من المبادئ الأولى ؛ و هي، إذا كان المرء يعيش في الزمكان من نوع معين، فإن هذه الحقول تتطور بشكل طبيعي كنتيجة لذلك. تذكر قوانين الطاقة والحفظ عند مناقشة لاغرانج وهاملتونيانس، قبل الانتقال إلى مناقشة كاملة لفيزياء الكم ونظرية الجسيمات ونظرية المجال الكمومي. هناك فصل كامل لمناقشة مشكلة القياس في ميكانيكا الكم، و يكتب بنروز فصلا كاملا أيضا عن الأوتار الفائقة بالقرب من نهاية الكتاب، وكذلك الجاذبية الحلقية ونظرية التواء. تعكس الفصول الأخيرة منظور بنروز الشخصي و بعض آرائه المثيرة للجدل حول دور الوعي في الفيزياء، و ينتهي الكتاب باستكشاف نظريات أخرى والطرق الممكنة للمضي قدمًا.

## طبعات
- جوناثان كيب (الطبعة الأولى)، 2004، غلاف فني، ISBN 0-224-04447-8
- ألفريد أ.كنوبف (ناشر)، فبراير 2005، غلاف فني، ISBN 0-679-45443-8
- كتب كلاسيكية، 2005، غلاف ورقي، ISBN 0-09-944068-7
- كتب كلاسيكية، 2006، غلاف ورقي، ISBN 0-09-944068-7
- كتب كلاسيكية، 2007، غلاف ورقي، ISBN 0-679-77631-1